# Blain Fairman
Blain Fairman (* 26. Dezember 1941 in Victoria, British Columbia) ist ein kanadischer Schauspieler.

## Leben und Wirken
Blain Fairman wuchs in Victoria auf. Nach seinem Schulabschluss absolvierte er zunächst eine Ausbildung zum Holzmechaniker, woraufhin er einige Jahre lang in diesem Beruf tätig war. Danach absolvierte er eine professionelle Schauspielausbildung.
Von 1966 bis 2017 wirkte er als Schauspieler vor der Kamera in mehr als 60 Film-und-Fernsehproduktionen mit, darunter auch in Filmen wie beispielsweise Der große Gatsby oder Aliens – Die Rückkehr. Als Gastdarsteller trat er in mehreren Fernsehserien auf, unter anderem in The Bill. 1980 stellte er in insgesamt drei Episoden der Miniserie J. Robert Oppenheimer – Atomphysiker die historische Rolle des Robert Bacher dar. Er war zeitweise am Theater tätig. Fairman war auch als Synchronsprecher für Zeichentrickfilme aktiv und sprach unter anderem mehrere Figuren in Lucky Luke. Von 1971 bis 1976 wirkte er in 20 Episoden der Fernsehserie Jackanory als Erzähler mit.
Fairman ist verheiratet und hat einen Sohn und eine Tochter, die Schauspielerin DeNica Fairman.

## Deutsche Synchronstimmen
In der deutschen Synchronfassung hat Blain Fairman bislang keinen Standardsprecher und wurde unter anderem von Joachim Pukaß, Norbert Langer oder Jochen Striebeck gesprochen.

## Filmografie (Auswahl)

### Schauspiel
- 1966: Wie ein Schrei im Wind (The Trap)
- 1968: NBC Experiment in Television (Fernsehserie, Episode 2x01)
- 1968: The Troubleshooters (Fernsehserie, Episode 4x19)
- 1968: BBC Play of the Month (Fernsehserie, Episode 4x02)
- 1971: Brett (Fernsehserie, Episode 1x11)
- 1972: Spy Trap (Fernsehserie, 3 Episoden)
- 1972: The Man Who Was Hunting Himself (Miniserie, Episode 1x02)
- 1973: Black Beauty (The Adventures of Black Beauty, Fernsehserie, Episode 2x06)
- 1973: Dad’s Army (Fernsehserie, Episode 6x02)
- 1973: Some Mothers Do 'Ave 'Em (Fernsehserie, Episode 2x02)
- 1974: Der große Gatsby (The Great Gatsby)
- 1975: Wodehouse Playhouse (Fernsehserie, Episode 1x05)
- 1976: James and the Giant Peach (Fernsehfilm)
- 1977: Two's Company (Fernsehserie, Episode 2x01)
- 1977: The Fall and Rise of Reginald Perrin (Fernsehserie, Episode 2x07)
- 1977: The Lively Arts (Fernsehdokuserie, 1 Episode)
- 1978: Life at Stake (Fernsehserie, Episode 1x06)
- 1979: Hazell (Fernsehserie, Episode 2x06)
- 1979: To the Manor Born (Fernsehserie, Episode 1x07)
- 1980: Escape (Fernsehserie, Episode 1x04)
- 1980: J. Robert Oppenheimer – Atomphysiker (Oppenheimer, Miniserie, 6 Episoden)
- 1981: Metal Mickey (Fernsehserie, Episode 3x03)
- 1981: Play for Today (Fernsehserie, Episode 12x08)
- 1982: Apocalypse WOW (Fernsehserie, Episode 1x02)
- 1982: Q.E.D. (Fernsehdokuserie, Episode 1x01)
- 1982: Month of the Doctors (Miniserie, Episode 1x01)
- 1982: Take Three Women (Fernsehserie, Episode 1x02)
- 1983: The Last Day (Fernsehfilm)
- 1983: The Baker Street Boys (Fernsehserie, 2 Episoden)
- 1983: Philip Marlowe (Fernsehserie, Episode 1x03)
- 1985: D.A.R.Y.L. – Der Außergewöhnliche (D.A.R.Y.L.)
- 1985: Timeslip (Fernsehserie, Episode 1x10)
- 1986: Ed Murrow – Reporter aus Leidenschaft (Murrow)
- 1986: Auf Wiedersehen, Pet (Fernsehserie, Episode 2x02)
- 1986: Mr Pye (Miniserie, Episode 1x02)
- 1986: Aliens – Die Rückkehr (Aliens)
- 1986: Die Bombe fliegt (Whoops Apocalypse)
- 1987: Yesterday’s Dreams (Fernsehserie, Episode 1x01)
- 1987: Worlds Beyond (Fernsehserie, Episode 1x05)
- 1987: Disney-Land (Disneyland, Fernsehserie, Episode 31x17)
- 1987: Society (Miniserie, 2 Episoden)
- 1987: Armes reiches Mädchen – Die Geschichte der Barbara Hutton (Poor Little Rich Girl: The Barbara Hutton Story)
- 1988: Die Nacht der Dämonen (Apprentice to Murder)
- 1988: Wipe Out (Miniserie, Episode 1x02)
- 1988: Intrigue (Fernsehfilm)
- 1988: The Bill (Fernsehserie, Episode 4x31)
- 1988: Breaking All the Rules (Fernsehfilm)
- 1989: Timewatch (Fernsehdokuserie, Episode 8x07)
- 2017: Eat Locals

### Synchronsprecher
- 1971–1976: Jackanory (Fernsehserie, 20 Episoden)
- 1977: Scene (Fernsehserie, Episode 9x11)
- 1978: Lucky Luke – Sein größter Trick (La ballade des Dalton)
- 1987: Meet Julie (Animationsfernsehfilm)
- 1988: Ultimate Teacher (Kyofun no byoningen saishu kyoshi/恐怖のバイオ人間 最終教師, Zeichentrickfilm)
- 1989: Patlabor 1 (Kidō Keisatsu Patlabor Gekijōban/機動警察パトレイバー 劇場版, Zeichentrickfilm)
- 1990: The Dark Myth (Ankoku shinwa/暗黒神話, Zeichentrickserie)
- 1990: Mad Bull 34 (Maddo buru sâti-fô/マッド ブル サティフォー, Zeichentrickserie)
- 1991: Mermaid Forest (Ningyo no mori/人魚の森, Zeichentrickfilm)
- 1991: Roujin Z (Rôjin Z/老人Z, Zeichentrickfilm)
- 1993: Patlabor 2 – The Movie (Kidō Keisatsu Patlabor 2 the Movie/機動警察パトレイバー2 the Movie, Zeichentrickfilm)
- 1993: New Dominion Tank Police (Tokusô sensha-tai Dominion/特捜戦車隊ドミニオン, Zeichentrickserie)